# Irish League 1973-1974
L'Irish League 1973-1974 è stata la 73ª edizione della prima divisione del campionato nordirlandese di calcio.
Il campionato era formato da dodici squadre e il Coleraine vinse il titolo. Non vi furono retrocessioni.

## Classifica finale
| Pos. | Squadra          | G  | V  | N | P  | GF | GS | Punti |
| ---- | ---------------- | -- | -- | - | -- | -- | -- | ----- |
| 1    | Coleraine        | 22 | 16 | 3 | 3  | 41 | 20 | 35    |
| 2    | Portadown        | 22 | 13 | 4 | 5  | 51 | 20 | 30    |
| 3    | Crusaders        | 22 | 14 | 2 | 6  | 48 | 32 | 30    |
| 4    | Linfield         | 22 | 10 | 6 | 6  | 46 | 25 | 26    |
| 5    | Glenavon         | 22 | 11 | 2 | 9  | 33 | 35 | 24    |
| 6    | Ballymena United | 22 | 10 | 3 | 9  | 34 | 26 | 23    |
| 7    | Bangor           | 22 | 10 | 3 | 9  | 40 | 28 | 23    |
| 8    | Ards             | 22 | 9  | 4 | 9  | 42 | 37 | 22    |
| 9    | Glentoran        | 22 | 8  | 2 | 12 | 28 | 39 | 18    |
| 10   | Larne            | 22 | 7  | 3 | 12 | 31 | 50 | 17    |
| 11   | Cliftonville     | 22 | 3  | 3 | 16 | 20 | 56 | 9     |
| 12   | Distillery       | 22 | 2  | 3 | 17 | 24 | 70 | 7     |

G = Partite giocate; V = Vittorie; N = Nulle/Pareggi; P = Perse; GF = Goal fatti; GS = Goal subiti; 